# Тимокская епархия
Тимокская епархия (серб. Епархија тимочка) — епархия Сербской православной церкви в Сербии. Резиденция епархии находится в Заечаре, где располагается Соборная церковь.

## География
Епархия расположена к востоку от Центральной Сербии, через неё протекает река Тимок, по которой епархия и получила своё название. Территория епархии включает в себя исток и часть бассейна Тимока: с западной стороны Заечара протекает Црни-Тимок (Чёрный Тимок) и с южной — Бели-Тимок (Белый), которые в самом городе сливаются в Большой Тимок или просто Тимок.
Кроме Заечара, важными городами в епархии являются Бор, Неготин и Княжевац.

## История
До освобождения Тимокской краины от турецкого владычества и учреждения Тимокской епархии эти области были под духовным руководством отчасти Видинской митрополии, отчасти Нишской епархии, а наименьшей частью — Белградской. До 10 октября 1879 года епархия была в составе Константинопольского патриархата как часть автономной Сербской православной церкви. Епархия была один раз упразднена — с 1886 по 1890 год,  неоднократно её администраторами были епископы соседних епархий.

## Епископы
- 29 января 1834 — 2 апреля 1854 — Досифей (Новакович)
- 10 октября 1854 — 11 июля 1865 — Герасим (Стойкович)
- 26 сентября 1865 — 24 апреля 1880 — Евгений (Симеонович)
- 10 июня 1880 — апрель 1883 — Моисей (Вересич)
- 10 ноября 1891 — 15 июня 1913 — Мелентий (Вуич)
- 5 июня 1919 — 24 ноября 1921 — Ириней (Чирич)
- 23 января 1922 — 10 сентября 1970 — Емилиан (Пиперкович)
- 4 июля 1971 — 20 февраля 1977 — Мефодий (Муждека)
- 10 июля 1977 — 20 сентября 1992 — Милутин (Стоядинович)
- май 1993 — 24 мая 2014 — Иустин (Стефанович)
- с 10 августа 2014 — Иларион (Голубович)

## Монастыри
- Буково
- Святой Троицы
- Суводол
- Крепичевац
- Лозица
- Вратна
- Манастирица

## Наместничества
В состав епархии входят четыре архиерейских наместничества:
- Заечарское
- Неготинское
- Борское
- Княжевацкое